# Almas Tower
Almas Tower (برج الماس) – wieżowiec w Dubaju, w Zjednoczonych Emiratach Arabskich.
Oficjalne otwarcie budynku nastąpiło w 2009.
Budynek ma wysokość 363,07 metra i liczy 74 kondygnacje, w tym 68 nadziemnych i 6 znajdujących się pod powierzchnią ziemi.
Mieści m.in. Dubajską Giełdę Diamentów (Dubai Diamond Exchange) oraz Dubajską Giełdę Pereł (Dubai Pearl Exchange).